# Юзари
Юрий Викторович Навроцкий (бел. Юрый Віктаравіч Наўроцкі; род. 11 мая 1991, Минск), более известный как Юзари (англ. Uzari) — белорусский артист, композитор и продюсер. Представитель Беларуси на конкурсе Евровидение 2015 с песней «Time». Лучший артист 2019 года и обладатель премии «Песня года Беларуси 2019». Участник 10 сезона шоу «Голос».

## Биография
Родился в семье музыкантов в третьем поколении. Мать — певица, солистка Национального академического концертного оркестра, отец — обладатель высшего музыкального образования по классу трубы. Навроцкий учился в нескольких школах: общеобразовательной, театральной и музыкальной. В 2008 году поступил в Санкт-Петербургский университет культуры и искусств на джазовое отделение и окончил его в 2013 году.

## Музыкальная карьера
В 2008 году приступил к работе в театре «Мюзик-холл» и был замечен режиссёрами: он исполнил роли Кая и Ворона в мюзикле «Снежная королева». Первой публичной композицией Юзари стала «Что между нами», которая в 2011 году была удостоена награды «Песня года Беларуси». В том же году летом стал представителем Беларуси на Международном конкурсе молодых исполнителей популярной музыки «Новая волна», где на Аллее звёзд в городе Юрмала была заложена звезда UZARI. Чуть ранее Юзари ездил на Евровидение-2011 в качестве бэк-вокалиста Анастасии Винниковой.
В 2012 году Юзари выступил на фестивале «Славянский Базар в Витебске». В 2012 и 2013 годах участвовал в отборе на Евровидение и выходил в финал с песнями «The Winner» и «Secret». В 2014 году совместно с Дмитрием Пивнем стал продюсером, композитором и аранжировщиком песни «Сокал», которую Надежда Мисякова исполнила на Детском Евровидении. Наконец, в 2015 году Юзари вместе с белорусской скрипачкой Маймуной представил Беларусь на «Евровидении 2015» с песней «Time». Хотя песня не прошла в финал, Юзари заявил, что Евровидение — «лишь один из европейских конкурсов», который стал большим и значимым шагом для него.
Обладатель премии телеканала ОНТ «Песня года Беларуси» (2011—2017, 2019 гг.). В 2016 году им был открыт центр искусств «Арт Платформа» Архивная копия от 17 октября 2019 на Wayback Machine, где проводится обучение вокалу и танцам. В том же году Юзари принял участие в украинском телешоу «Голос страны» (украинской версии шоу The Voice), попав в команду Тины Кароль.
В 2016 году Юзари выпустил первый сингл на белорусском языке «Мора», который получил награду «Песня года Беларуси». В 2017 году вышли следующие белорусскоязычные синглы: «Супрацьлеглыя» и «Я выдумляю», версия песни «Стыцамэн» Ивана Дорна на белорусском языке.
Также в 2017 году Юзари выступил в «Сибур Арена» на «Трофей Санкт-Петербурга по теннису 2017», принял участие в международном фестивале Лаймы Вайкуле «Laima Rendezvous Jurmala Архивная копия от 18 октября 2019 на Wayback Machine», выступил в СК «Олимпийский» на международном бизнес-форуме «Synergy Global Forum Архивная копия от 5 декабря 2019 на Wayback Machine».
В 2018 году была выпущена песня-гимн «This Land», написанная Юзари и Дмитрием Пивнем специально для Европейских игр. Песня вошла в пятёрку финалистов. Впоследствии «This Land» звучала на стадионе Динамо во время марша волонтёров на Церемонии закрытия Игр.
В июле 2018 года выступил на фестивале «Laima Rendezvous Jurmala» с песней «Я выдумляю» в Юрмале.
В августе 2018 года вместе с Дмитрием Пивнем стали авторами официального гимна международного турнира по теннису St. Petersburg Open 2018, на котором разделил сцену «Сибур Арены» с Димой Биланом.
В октябре 2018 года приступил к записи дебютного альбома «Падзяка сэрца». В феврале 2019 года увидел свет сингл «Падзяка сэрца».
10 апреля 2019 года был выпущен дебютный белорусскоязычный альбом «Падзяка сэрца» Архивная копия от 20 апреля 2019 на Wayback Machine, а также клип на одноимённую песню.
30 июня 2019 года принял участие в торжественной Церемонии закрытия Европейских игр, выступив на стадионе Динамо в Минске.
В июле 2019 года выступил на фестивале «Laima Rendezvous Jurmala» в дуэте с латвийской певицей Айей Андреевой, исполнив песню «Новае кіно», а также сольно с песней «Падман» в сопровождении оркестра. В августе этого же года выступил на фестивале Лаймы Вайкуле в Одессе.
18 января 2020 года получил награду «Лучший исполнитель года» в рамках премии «Песня года Беларуси 2019» телеканала ОНТ.
21 марта 2020 года выпустил клип на новую песню «Мой Vibe».
6 мая 2020 года состоялся релиз альбома UZARI — «Say WOW».
5 ноября 2021 года Юзари стал участником шоу «Голос», попав в команду Леонида Агутина. В проекте Юзари дошёл до четвертьфинала.

## Дискография
Альбомы
| №  | Название        | Длительность |
| -- | --------------- | ------------ |
| 1. | «Супрацьлеглыя» | 3:00         |
| 2. | «Падзяка сэрца» | 4:35         |
| 3. | «Я выдумляю»    | 4:10         |
| 4. | «Падман»        | 2:52         |
| 5. | «Мора»          | 3:50         |
| 6. | «Новае кіно»    | 4:11         |
| 7. | «Размовы»       | 4:48         |

| №  | Название       | Длительность |
| -- | -------------- | ------------ |
| 1. | «The Winner»   | 2:50         |
| 2. | «Sunlight»     | 3:27         |
| 3. | «Say Wow»      | 2:24         |
| 4. | «Raining Town» | 3:22         |
| 5. | «I'm Not Done» | 3:17         |
| 6. | «Going Up»     | 2:57         |
| 7. | «Massive Love» | 2:20         |
| 8. | «It Was Us»    | 3:30         |

Синглы
| Год  | Сингл                            |
| ---- | -------------------------------- |
| 2011 | Что между нами                   |
| 2012 | Tell Me                          |
| 2012 | The Winner                       |
| 2013 | Secret                           |
| 2014 | Тишина                           |
| 2015 | Time (feat. Maimuna)             |
| 2016 | Мора                             |
| 2017 | Супрацьлеглыя                    |
| 2017 | Я выдумляю                       |
| 2018 | Be Open                          |
| 2018 | This Land                        |
| 2019 | Падзяка сэрца                    |
| 2019 | The Winner (feat. Toure Masters) |
| 2019 | Sunlight                         |
| 2020 | Мой Vibe                         |
| 2021 | Птица-траектория                 |

Видеоклипы
| Год  | Видеоклип        | Режиссёр          |
| ---- | ---------------- | ----------------- |
| 2012 | Tell Me          | Александр Потапов |
| 2015 | Time             | Митрий Семёнов    |
| 2019 | Падзяка сэрца    | Анна Герт         |
| 2020 | Мой Vibe         | Сергей Яковенко   |
| 2021 | Птица-траектория | Регина Шиллер     |

## Награды
| Год  | Награда                 | Песня          |
| ---- | ----------------------- | -------------- |
| 2011 | Песня Года Беларуси     | Что между нами |
| 2012 | Песня Года Беларуси     | The Winner     |
| 2013 | Песня Года Беларуси     | Secret         |
| 2014 | Песня Года Беларуси     | Тишина         |
| 2015 | Песня Года Беларуси     | Time           |
| 2016 | Песня Года Беларуси     | Мора           |
| 2017 | Песня Года Беларуси     | Супрацьлеглыя  |
| 2019 | Песня Года Беларуси     | Падзяка сэрца  |
| 2019 | Лучший исполнитель года | Падзяка сэрца  |